# Elliðaár
Le fleuve Elliðaár est situé dans le sud-ouest de l'Islande.
Deux petites rivières prennent leur source dans les montagnes volcaniques de Bláfjöll. Ces deux rivières se déversent dans un lac : le lac Elliðavatn. C'est de ce lac que nait le fleuve Elliðaár.
Le saumon provenant de ce fleuve est très réputé mais aussi très cher. Des personnes très célèbres s'approvisionnent en saumon de cette rivière (le prince Charles et Eric Clapton, par exemple).

## Vallée
La vallée Elliðaárdalur est un endroit agréable où l'on a d'ailleurs développé le tourisme (pistes cyclables, petite station de ski, piscine, randonnées à cheval).
Depuis le début du XXe siècle, on reboise cette région. Cette zone abrite une faune riche, avec notamment 60 espèces d'oiseaux différentes.
En 1921, une station hydroélectrique a été construite sur ce fleuve. Elle est toujours en activité aujourd'hui. Un musée situé sur ce site raconte l'arrivée de l'électricité à Reykjavik.
On trouve dans la vallée de la lave et de gros blocs de basalte témoignant d'une éruption volcanique ayant eu lieu il y a 4 500 ans.